# Pachycephala rufiventris
El silbador rufo (Pachycephala rufiventris) es una especie de ave paseriforme de la familia Pachycephalidae.

## Distribución geográfica
Es endémica de Nueva Caledonia y toda Australia (con la excepción de Tasmania).

## Descripción
Es un ave cuyo color predominante es el rojizo-rufo y el gris, compensa su color poco vistoso con grandes habilidades cantoras. Al igual que otros miembros de la familia Pachycephalidae, posee un conjunto variado de llamadas musicales.
Los silbadores rufo poseen una cabeza prominente y son macizos. Sus picos son cortos y sus colas largas (casi tan largas como el resto del ave) siendo muy angostas y aguzadas, con extremos abiertos en cuña.
La especie presenta dimorfismo sexual. Mientras que las hembras son de un tono pardo poco vistoso o gris con zona ventral a pintas, los machos son predominantemente de un color gris oscuro con garganta blanca y en la mayoría de los casos una máscara negra que cubre la mayor parte de su cabeza y parte de su cuello.
Miden entre 16 a 18 cm de largo, y su peso es de unos 25 gramos.

## Hábitat
El silbador rufo habita en zonas boscosas y de arbustos, aunque también en jardines y explotaciones agrícolas. Se desplaza al sur en primavera y al norte en otoño. En Nueva Caledonia la especie no migra, y reside en zonas de bosque abierto y sabana.

## Alimentación
Si bien los silbadores rufos se alimentan principalmente de insectos, ellos también ingieren semillas, frutos y ocasionalmente hojas y pastos.

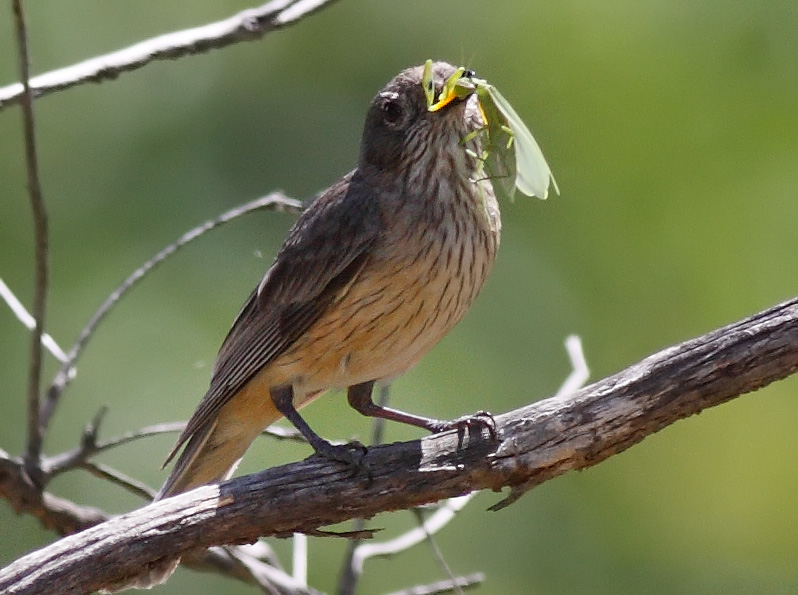
Hembra devorando una mantis religiosa
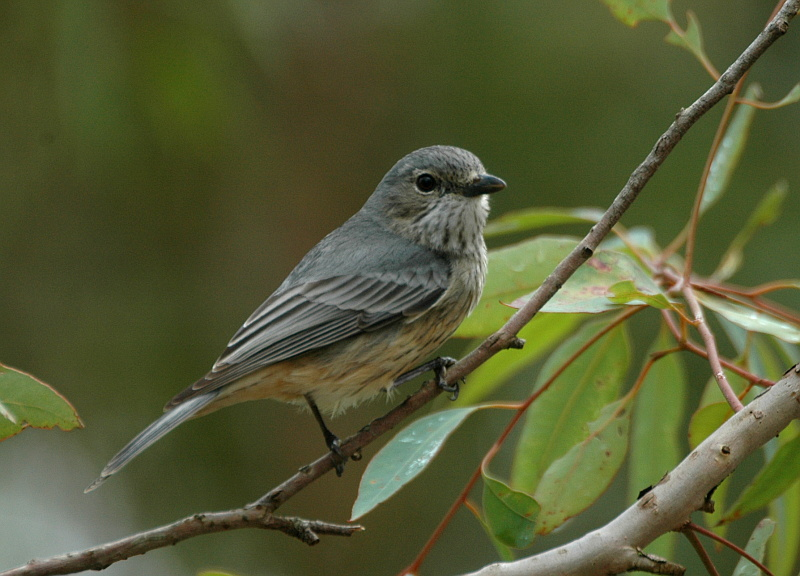
Macho juvenil en Kobble Creek, sudeste de Queensland, Australia
- Macho joven, sudeste de Queensland, Australia

## Subespecies
Se reconocen las siguientes según IOC:
- P. r. minor: las islas Melville y Bathurst (norte de Australia).
- P. r. falcata: norte de Australia.
- P. r. pallida: noreste de Australia.
- P. r. rufiventris: oeste, centro, sur y este de Australia.
- P. r. xanthetraea: Nueva Caledonia.